# Mátraháza
Mátraháza – wieś w północnych Węgrzech, w komitacie Heves, w pobliżu miasta Gyöngyös, w górach Mátra, dla których stanowi jeden z głównych ośrodków turystycznych, zarówno letnich, jak i zimowych.
Wieś, położona w najwyższym paśmie górskim na Węgrzech, a jednocześnie oddalona o około sto kilometrów od Budapesztu, stanowi atrakcyjny cel turystyczny, posiadając bogatą bazę hotelową i gastronomiczną, a także liczne znakowane szlaki, w tym m.in. prowadzący na najwyższy szczyt Węgier - Kékes, odległy o 2,6 kilometra. Na terenie miejscowości znajduje się skocznia narciarska Mátraháza, którą z uwagi na zły stan techniczny zamknięto w początku lat 90. XX wieku.
Na architekturę wsi składają się głównie domy wczasowe, wycieczkowe i hotele, które pierwotnie, w latach 60. i 70. XX wieku zbudowano przede wszystkim dla związków zawodowych. Po upadku komunizmu przeszły one transformację i zostały sprywatyzowane. We wsi istnieje też kilka obiektów wzniesionych przed II wojną światową. Do najokazalszych należą Bérc i Pagoda.